# Ezio (Hasse)
Ezio ist der Name zweier Opern in drei Akten von Johann Adolph Hasse auf das Libretto Ezio von Pietro Metastasio.

## Handlung
Das Libretto handelt vom römischen Heermeister Flavius Aëtius, der hier italienisch Ezio genannt wird. Dieser hatte im Jahr 451 in der Schlacht auf den Katalaunischen Feldern die Hunnen unter ihrem Anführer Attila geschlagen. Nach seiner Rückkehr in Rom erkennt er im weströmischen Kaiser Valentinian III. (Valentiniano) einen Rivalen um seine Verlobte Fulvia. Der Patrizier und kaiserliche Vertraute Petronius Maximus (Massimo) organisiert ein Attentat auf Valentiniano und sorgt nach dessen Scheitern dafür, dass der Verdacht auf Ezio fällt. Valentiniano will Ezio töten lassen. Der Mord wird jedoch nicht ausgeführt. Bei einem folgenden Volksaufstand rettet Ezio Valentiniano. Die beiden versöhnen sich, und Ezio kann Fulvia heiraten.

## Erstvertonung Neapel 1730
Hasses erste Vertonung von Ezio erlebte ihre Premiere im Herbst 1730 im Teatro San Bartolomeo in Neapel. Darin sang die später auch von Georg Friedrich Händel in London engagierte Francesca Cuzzoni mit.

### Besetzung der Uraufführung der Erstvertonung
- Valentiniano III – Elisabetta Ottini
- Fulvia – Francesca Cuzzoni (Sopran)
- Ezio – Carlo Scalzi (Sopran)
- Onoria – Rosaura Mazzanti (Alt)
- Massimo – Francesco Tolve (Bass)
- Varo – Mattia Mariotti

## Zweitvertonung Dresden 1755
Zum zweiten Mal vertonte Hasse die Oper Ezio im Jahre 1755 für den Dresdner Hof. Sie wurde am 20. Januar 1755 am dortigen Königlichen Hoftheater uraufgeführt. Die Produktion war eine der spektakulärsten und aufwändigsten Inszenierungen am Dresdner Hof und jener Zeit insgesamt, aufwändiger noch als die des Solimano, der in ähnlicher Weise für Schlagzeilen gesorgt hatte. Insofern reiht sich die Produktion der Zweitvertonung des Ezio in die Reihe der Repräsentationsopern ein, d. h. jener Opernproduktionen, mit denen der sächsische Königshof seine Macht und Potenz repräsentieren wollte. 

### Besetzung der Uraufführung der Zweitvertonung
- Valentiano III – Ventura Rochetti (Soprankastrat)
- Fulvia – Teresa Albuzzi-Todeschini (Sopran)
- Ezio – Angelo Maria Monticelli (Mezzosopran / Altkastrat)
- Onoria – Caterina Pilaja (Sopran)
- Massimo – Angelo Amorevoli (Tenor)
- Varo – Giuseppe Belli (Soprankastrat)

### Zeitgenössische Beschreibung
Da die Produktion für solche Furore sorgte, wurde sie in mehreren Zeitungen und selbstständigen Publikationen besprochen – ausführlicher als die meisten anderen Opern am Dresdner Hof. Besonders hervorgehoben wurden die aufwändigen Kulissen, für die Jean Hieronymus Servandoni speziell aus Frankreich verpflichtet wurde. 
Eine ausführliche Beschreibung findet sich auch bei Moritz Fürstenau sowie in literarisch-satirischer Überhöhung durch den „Deutschfrancosen“ Johann Christian Trömer (siehe Weblinks).